# Kristalina Gueorguieva
Kristalina Ivanova Gueorguieva-Kinova (en búlgar: Кристалина Иванова Георгиева-Кинова; nascuda a Sofia el 13 d'agost de 1953) és una administradora i economista búlgara. Des de l'1 d'octubre del 2019, és Directora Gerenta del Fons Monetari Internacional.
Prèviament havia exercit càrrecs directius al Banc Mundial, del qual va ser Vicepresidenta del 2008 al 2010, quan el va deixar per formar part de la Comissió Europea, per a retornar-hi el gener de 2017 amb el càrrec de Directora General i posteriorment també Presidenta del Grup del Banc Mundial, fins a l'1 d'octubre de 2019. A la Comissió Europea va ser responsable de Cooperació Internacional en la Comissió Barroso II, i vicepresidenta i responsable de Programació Financera i Pressuposts, a la Comissió Juncker.
Ha estat, així mateix, professora d'Economia internacional de la Universitat de Sofia.
El 2019 va aparèixer per primer a la Llista de les 100 dones més poderoses del món segons Forbes, en la posició número 15. En la següent edició del 2020 repetiria presència, en la 18a posició.